# Bobby Cannavale
Robert Michael Cannavale (Union City, Nueva Jersey; 3 de mayo de 1970), conocido profesionalmente como Bobby Cannavale, es un actor estadounidense. Comenzó su trayectoria sin formación como actor en el teatro de Nueva York y hacia finales de la década de 1990 consiguió breves papeles en el cine y la televisión. Su presencia se hizo más notoria con su participación en la serie Third Watch (1999-2001), lo que a su vez le permitió obtener más papeles en la pantalla chica. Su carrera en el cine tomó impulso gracias a su papel en la comedia dramática The Station Agent (2003) del director Thomas McCarthy.
Ya afianzado en la televisión, obtuvo el premio Primetime Emmy por su papel recurrente como el oficial Vince D'Angelo en la serie cómica Will & Grace (2004-2006). Paralelamente continuó actuando en el teatro, llegando a debutar en Broadway y obteniendo dos candidaturas a los premios Tony. Posteriormente se unió a la serie Boardwalk Empire (2012) en la tercera temporada para interpretar un rol antagónico como el gánster Gyp Rosetti, que le valió el Primetime Emmy al mejor actor de reparto en una serie dramática y fue reconocido como el duodécimo entre «los cuarenta mejores villanos de televisión de todos los tiempos» según la revista Rolling Stone. Apareció por primera vez como protagonista absoluto en televisión en la serie Vinyl (2016), interpretando a Richie Finestra, el fundador de una compañía discográfica neoyorquina que intenta mantenerse a flote durante los años 1970. También ha participado en series como Mr. Robot (2017), Homecoming (2018) y Nine Perfect Strangers (2021). 
En el cine ha intervenido principalmente como actor secundario en cintas como Win Win (2011), Blue Jasmine (2013), Chef (2014), Spy (2015), Ant-Man (2015), Danny Collins (2015), I, Tonya (2017), Jumanji: Welcome to the Jungle (2017), Motherless Brooklyn (2019) y El irlandés (2019). Coprotagonizó junto a Melissa McCarthy la comedia romántica de acción Superintelligence (2020).

## Primeros años
Cannavale nació y creció en Union City, Nueva Jersey, hijo de Isabel Salvi, una trabajadora social, y Salvatore «Sal» Cannavale, un empleado de una planta química. Su padre es de ascendencia italiana y su madre es cubana. Es sobrino del actor italiano Enzo Cannavale. Sus padres se divorciaron cuando él tenía cinco años y después de que su madre se volvió a casar, se trasladó con ella a Puerto Rico. Tras dos años en Latinoamérica, volvió a Union City para vivir con su padre y abuelos y se mudó de vuelta con su madre una vez que esta volvió a Estados Unidos. Recibió una educación católica por parte de su familia y asistió a St. Michael's Catholic School, una escuela católica donde participó de algunas actividades extracurriculares como monaguillo y miembro del coro. A los ocho años de edad, consiguió un papel en la obra escolar de The Music Man y más tarde interpretó a un gánster en Guys and Dolls, lo que consolidó su gusto por la actuación. Solía pasar mucho tiempo el la biblioteca de su barrio, donde principalmente leía obra de teatro. Aunque su madre intentaba mantenerlo alejado de las calles, Cannavale fue un adolescente problemático y solía cometer ciertos delitos menores, como robar dinero de las máquinas de periódicos o ropa de los centros comerciales.
Posteriormente, a sus trece años de edad, su padrastro fue transferido a Florida por razones laborales y Cannavale se mudó con su madre a la ciudad de Margate. Cursó cuatro años de secundaria en Florida, donde a menudo era suspendido por mala conducta, hasta que finalmente fue expulsado. De vuelta en Nueva Jersey, tuvo que asistir a un curso de verano para poder terminar la secundaria; se graduó en la Union Hill High School. Después de que su padre se volvió a casar, Cannavale permaneció viviendo con su abuela al mismo tiempo que intentaba adentrarse en el ambiente teatral. Solía asistir a los espectáculos de Eric Bogosian en la East Village, donde comenzó limpiando los baños de uno de los establecimientos y más tarde comenzó a actuar gratis en obras de exhibición. Al mismo tiempo se ganaba la vida trabajando como portero en locales nocturnos. También trabajó como greeter en el observatorio del Empire State Building —empleo en el que duró solo un día— y como barman en TGI Fridays. Cannavale declaró: «Vengo de una familia donde la gente tenía trabajos, ya sabes. La idea de que esto [la actuación] podría ser un trabajo todavía deja boquiabiertos a todos en mi familia».

## Carrera
Sin estudios de actuación, Cannavale se abrió paso en el ambiente teatral de Nueva York asistiendo insistentemente a castings; el actor recordó: «Estuve en una obra de teatro que se inauguró en Nochebuena acerca de una comisaría en la calle 54. Asistieron tres personas. Uno de ellos era agente. Fue mi primer representante». Siendo un fiel seguidor de Al Pacino, la mayor aspiración de Cannavale era transformarse en «un actor de Nueva York». Su primera participación en el cine fue con una breve intervención en Night Falls on Manhattan (1996). Comenzó a trabajar en teatro off-Broadway Circle Repertory Company de Manhattan asistiendo a los actores en la lectura del libreto en varias obras y más tarde trabajó en castings de cine encargándose de leer líneas del guion a actores; fue así que consiguió un papel en el telefilme bélico When Trumpets Fade (1998). En 1998 formó parte de la producción A Flea in Her Ear de Georges Feydeau, como suplente del actor Mark Linn-Baker, de quien se vio influenciado; finalmente Cannavale iba a reemplazar a Linn-Baker por dos semanas. A ese papel le siguió otro en la siguiente obra de la compañía, The Most Fabulous Story Ever Told. El productor John Wells asistió a una de sus obras y consiguientemente lo contrató para actuar en la serie dramática Trinity, transmitida por NBC entre octubre y noviembre de 1998. Originalmente, su personaje iba a aparecer en solo tres episodios, pero finalmente apareció en nueve; por Trinity, Cannavale recibió por primera vez un salario como actor. Aunque la serie no tardó en ser cancelada, Wells volvió a contar con Cannavale para el papel que lo volvería más conocido: el bombero Bobby Caffey en dos temporadas de la serie de televisión Third Watch (1999-2001). Cannavale recordó que cuando empezó a sentir que el desarrollo de su personaje se había estancado y viendo limitadas sus posibilidades de crecer como actor, le preguntó a Wells si algo iba a cambiar para su personaje a lo que el creador contestó negativamente y le ofreció «matarlo». Su paso por Third Watch le iba dar la posibilidad de continuar actuando en la televisión, intentando hacer la mayor cantidad de papeles «tan diferentes como pudiese», como el drama legal 100 Centre Street (2001), junto a Alan Arkin, escrita y dirigida por Sidney Lumet, su suegro en ese entonces. Otras series en las que iba a participar son Sex and the City (2000), Ally McBeal (2002), Law & Order (2002, 2003), Oz (2003), la miniserie Kingpin y Six Feet Under (2004).

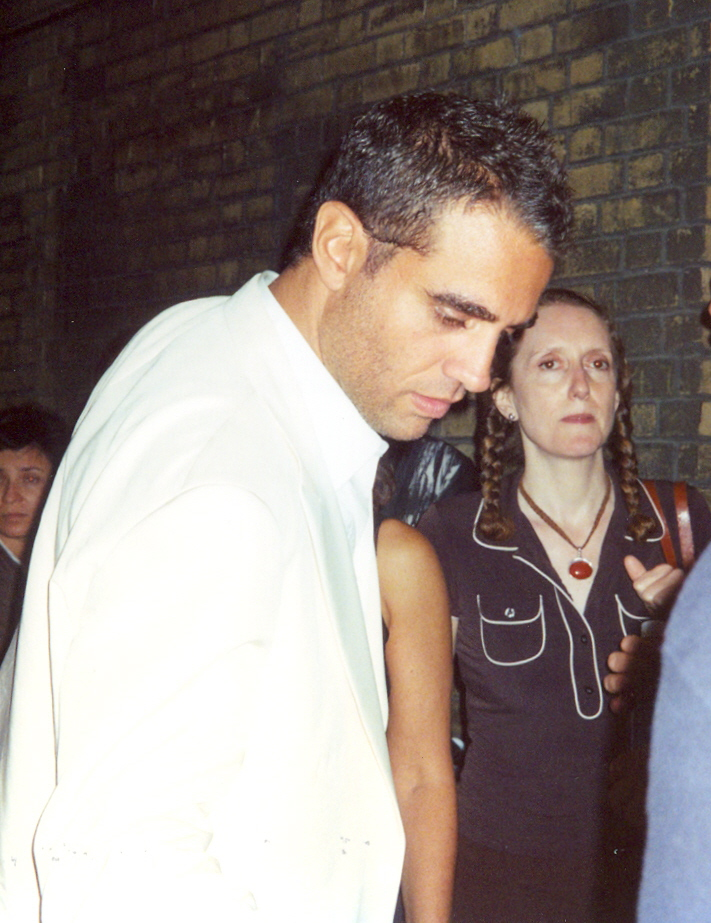
Cannavale en el Festival Internacional de Cine de Toronto de 2005.

Su participación más importante en el cine hasta ese momento llegó de la mano del cineasta Thomas McCarthy, quien escribió los personajes de la multipremiada cinta independiente The Station Agent (2003) específicamente para Peter Dinklage y Cannavale. Desde el momento en que McCarthy conoció a los actores en el teatro, el desarrollo del guion y la búsqueda de financiación tardó alrededor de cuatro años, para ser filmada en solo diecisiete días. Interpretando al charlatán vendedor de hot dogs cubano, Cannavale utilizó su propia ropa en el rodaje e incluso algunos de sus diálogos eran similares a conversaciones que había tenido con Dinklage. El éxito de The Station Agent en el Festival de Cine de Sundance le permitió ganar notoriedad y llamar la atención de otros realizadores independientes, entre ellos John Turturro, quien lo incluyó en el musical Romance & Cigarettes (2005), y el periódico USA Today notó que se había transformado en «uno de los actores más ocupados de la industria». Desde 2004 hasta 2006, tuvo un papel habitual en la sitcom Will & Grace interpretando a Vince D'Angelo, el primer novio formal de Will (Eric McCormack) en la serie. Por este papel, Cannavale ganó un premio Primetime Emmy al mejor actor invitado en una serie cómica en 2005.
Pese a su éxito en la televisión y su prolífica presencia en el cine, el actor no se alejó de su «primer amor», el teatro. En 2005 actuó en la obra de humor negro Hurlyburly, donde Cannavale, según The Washington Post, «interpretando al paranoico, misógino y propenso a la violencia Phil, un ex convicto que intenta irrumpir en en el mundo del cine, le porta una atracción magnética al más repulsivo de los depredadores». Dos años más tarde, debutó en Broadway con Mauritius en el Teatro Biltmore. El actor señaló el contraste temático con respecto a su anterior obra declarando: «Mauritius me llenaba de energía y confianza cada noche. Por el contrario, Hurlyburly me daba ganas de suicidarme todas las noches, en el buen sentido». Su actuación le valió una candidatura al Premio Tony al mejor actor de reparto en una obra de teatro. En 2011 volvió a Broadway con The Motherfucker with the Hat para interpretar a un ex traficante de drogas que acaba de salir de prisión para integrarse al mercado laboral, un papel por el cual recibió múltiples nominaciones a premios como el Drama Desk y Tony como mejor actor principal, y describió como «física y emocionalmente agotador». Al mismo tiempo, volvió a trabajar con el director Thomas McCarthy con un rol secundario en la aclamada Win Win (2011). Hacia finales de 2012 coprotagonizó junto a Al Pacino una nueva versión de la clásica obra de David Mamet Glengarry Glen Ross. Cannavale interpretó a Ricky Roma —personaje interpretado antes por Pacino en la adaptación fílmica—, uno de los vendedores de una oficina inmobiliaria compitiendo por potenciales clientes. «En cada obra que he hecho en Nueva York desde que tenía veinte años —y he hecho muchas— mi pequeño mantra era: “Al [Pacino] viene esta noche”», declaró Cannavale. Mientras que la obra y la actuación de Pacino fueron recibidas de manera tibia por parte de la crítica, la actuación de Cannavale fue elogiada.
En paralelo a su trabajo en el teatro, participó como invitado en la cuarta y quinta temporada de la serie de televisión Nurse Jackie, por la cual fue nominado dos veces al Emmy como mejor actor invitado en una serie de comedia en 2012 y 2013. Al mismo tiempo interpretó a Lewis, un payaso vengativo, como invitado en un episodio de Modern Family, papel que le valió una nominación como mejor estrella invitada en serie de comedia en los Premios de la Crítica Televisiva de 2012. Considerando el desempeño de Cannavale en The Motherfucker with the Hat en Broadway, Terence Winter y Martin Scorsese, creador y director ejecutivo de la serie dramática de HBO Boardwalk Empire, respectivamente, lo seleccionaron para interpretar al implacable gánster siciliano Giuseppe «Gyp» Rosetti, el principal antagonista de la tercera temporada. Por su actuación en Boardwalk Empire consiguió su segundo premio Emmy en 2013, esta vez en la categoría de mejor actor de reparto en una serie dramática. El sitio IGN nombró a Rosetti como el «mejor villano de la televisión» de 2012 y la revista Rolling Stone lo colocó en el número doce de la lista de «los cuarenta mejores villanos de televisión de todos los tiempos». La revista TV Guide destacó a Cannavale por esa «trifecta de grandes actuaciones» y afirmó: «El tipo es tan bueno interpretando malos que da miedo». Cannavale hizo una pausa en la filmación de Boardwalk Empire para trabajar durante trece días en la cinta Blue Jasmine (2013) de Woody Allen, junto a Sally Hawkins, un rol por el cual recibió los elogios de la crítica cinematográfica. Después de haber trabajado juntos en el teatro, Al Pacino le ofreció a Cannavale el papel de su hijo no reconocido en la comedia dramática Danny Collins (2015). Según el periódico The Guardian, el personaje de Cannavale de «el padre de clase trabajadora con una hija con problemas, una esposa embarazada y una variante rara de leucemia, se roba cada escena en la que aparece, incluso cuando se enfrenta a Al Pacino» y fue descrito por el crítico Matt Zoller Seitz como «heroicamente emotivo».
Tras los previos resultados satisfactorios en la pantalla chica, le tocó protagonizar su primera serie de televisión, Vinyl, un drama histórico ambientado en los años 1970, donde interpretó a Richie Finestra, un ejecutivo discográfico. La única temporada de la serie, creada por Martin Scorsese, Mick Jagger y Terence Winter, se transmitió durante 2016. Un crítico de USA Today afirmó que Cannavale «presenta otra de esas actuaciones sorprendentes que restablecen una carrera». Aunque inicialmente HBO había anunciado que se iba a producir una segunda temporada, la serie fue cancelada, una decisión que produjo decepción y «golpeó duro» al actor. Pasada su experiencia como protagonista en televisión, se trasladó por un tiempo a Sídney y más tarde volvió a Nueva York para protagonizar la obra The Hairy Ape de Eugene O'Neill. El actor declaró que dicho trabajo le permitió sentirse «parte de algo otra vez» y agregó: «Sentí que estaba contribuyendo a la cultura. No todos [los trabajos] se sienten así. A veces es Snakes on a Plane». Asimismo, formó parte del reparto del multipremiado filme I, Tonya (2017) e interpretó al villano Van Pelt en Jumanji: Welcome to the Jungle (2017). Volvió a la televisión para interpretar al vendedor de autos usados Irving en la tercera temporada de la serie de suspenso Mr. Robot, una actuación que le valió una candidatura al Premio de la Crítica Televisiva al mejor actor de reparto en serie de drama.
Según Cannavale, tras su exitosa participación en Boardwalk Empire rechazó alrededor de treinta guiones sobre gánsteres para evitar repetirse, sin embargo no pudo rechazar la posibilidad de volver a trabajar bajo la dirección de Martin Scorsese, junto a Al Pacino y Robert De Niro, en El irlandés (2019). Seis años antes del estreno, Cannavale había participado de una lectura del guion junto a los protagonistas del filme y se había encargado de interpretar varios de los personajes secundarios; después de ser tenido en cuenta y descartado —por ser demasiado alto— para el papel de «Tony Pro», fue seleccionado para dar vida a «Skinny Razor» DiTullio, un personaje basado en un gánster de la vida real, responsable de introducir al protagonista en el mundo del hampa. Siguiendo la misma línea, interpretó un papel secundario en Motherless Brooklyn (2019), una película de crimen neo-noir ambientada en Nueva York en los años 1950, y coprotagonizó junto a Melissa McCarthy la comedia romántica de acción Superintelligence (2020). En televisión coprotagonizó la primera temporada de la serie de suspenso psicológico Homecoming, junto a Julia Roberts y Shea Whigham. También interpretó a un jugador de fútbol americano retirado que lucha contra la adicción a las drogas en la miniserie dramática Nine Perfect Strangers, junto a Melissa McCarthy.

## Vida privada
Entre 1994 y 2003 estuvo casado con la actriz y guionista Jenny Lumet, hija del director de cine Sidney Lumet. Cannavale declaró que Lumet «fue como un padre» para él. El 1 de mayo de 1995 nació el único hijo del matrimonio, Jacob Lumet Cannavale; Bobby y Jake Cannavale hicieron de padre e hijo en la cuarta temporada de la serie Nurse Jackie. Después de divorciarse tuvo relaciones con Annabella Sciorra (entre 2004 y 2007); Alison Pill, su compañera de reparto en la obra Mauritius, en 2007; y con la actriz Sutton Foster, que terminó en abril de 2012. Desde 2012 ha estado en pareja con la actriz australiana Rose Byrne, con quien tuvo dos hijos: Rocco, nacido el 1 de febrero de 2016, y Rafa, nacido en noviembre de 2017.

## Filmografía

### Cine
| Año  | Película                          | Personaje                     |
| ---- | --------------------------------- | ----------------------------- |
| 1996 | Night Falls on Manhattan          | Asistente de Vigoda           |
| 1999 | Gloria                            | Jack                          |
| 1999 | The Bone Collector                | Steve                         |
| 2001 | 3 A.M.                            | Jose                          |
| 2002 | Washington Heights                | Angel                         |
| 2002 | The Guru                          | Randy                         |
| 2003 | Shortcut to Happiness             | Policía                       |
| 2003 | The Station Agent                 | Joe Oramas                    |
| 2004 | Fresh Cut Grass                   | Billy Pecchio                 |
| 2004 | Haven                             | Teniente                      |
| 2004 | ¿Bailamos?                        | Chic                          |
| 2004 | The Breakup Artist                | Vecino                        |
| 2005 | Happy Endings                     | Javier Duran                  |
| 2005 | Romance & Cigarettes              | Chetty Jr. / «Fryburg»        |
| 2006 | The Night Listener                | Jess                          |
| 2006 | Fast Food Nation                  | Mike                          |
| 2006 | Snakes on a Plane                 | Hank Harris                   |
| 2006 | 10 Items or Less                  | Bobby                         |
| 2007 | The Ten                           | Marty McBride                 |
| 2007 | Dedication                        | Don Meyers                    |
| 2008 | The Take                          | Steve Perelli                 |
| 2008 | Diminished Capacity               | Lee Vivyan                    |
| 2008 | The Promotion                     | Dr. Timms                     |
| 2008 | 100 Feet                          | Shanks                        |
| 2009 | Paul Blart: Mall Cop              | James Kent                    |
| 2009 | The Merry Gentleman               | Michael                       |
| 2009 | Brief Interviews with Hideous Men | Sujeto #40                    |
| 2009 | Louis C.K.'s Last Chance          | Productor porno               |
| 2010 | F—K                               | Bobby                         |
| 2010 | The Other Guys                    | Jimmy                         |
| 2010 | Apples                            | Nino                          |
| 2010 | Weakness                          | Joshua                        |
| 2011 | Win Win                           | Terry Delfino                 |
| 2011 | Roadie                            | Randy Stevens                 |
| 2013 | Movie 43                          | Superman                      |
| 2013 | Parker                            | Jake Fernandez                |
| 2013 | Lovelace                          | Butchie Peraino               |
| 2013 | Blue Jasmine                      | Chili                         |
| 2014 | Chef                              | Tony                          |
| 2014 | Adult Beginners                   | Danny                         |
| 2014 | Annie                             | Guy Danlily                   |
| 2015 | Danny Collins                     | Tom Donnelly                  |
| 2015 | Spy                               | Sergio De Luca                |
| 2015 | Ant-Man                           | Jim Paxton                    |
| 2015 | Daddy's Home                      | Dr. Emilio Francisco          |
| 2016 | Los principios del cuidado        | Cash                          |
| 2017 | Boundaries                        | Leonard                       |
| 2017 | Jumanji: Welcome to the Jungle    | Van Pelt                      |
| 2017 | Ferdinand                         | Valiente                      |
| 2017 | I, Tonya                          | Martin Maddox                 |
| 2018 | Ant-Man and the Wasp              | Jim Paxton                    |
| 2019 | The Jesus Rolls                   | Petey                         |
| 2019 | El irlandés                       | Felix «Skinny Razor» DiTullio |
| 2019 | Superintelligence                 | George                        |
| 2019 | Motherless Brooklyn               | Tony Vermonte                 |
| 2021 | Sing 2                            | Jimmy Crystal                 |
| 2021 | Once Upon a Time in Staten Island | Frank Larocca                 |
| 2023 | Papás a la antigua                | Connor Brody                  |
| 2023 | Ezra                              | Max Brandel                   |
| 2024 | MaXXXine                          | Detective Torres              |

### Televisión
| Año        | Serie                             | Personaje                        |
| ---------- | --------------------------------- | -------------------------------- |
| 1998       | When Trumpets Fade                | Thomas Zenek                     |
| 1999–2001  | Third Watch                       | Roberto Caffey                   |
| 2000       | Sex and the City                  | Adam Ball                        |
| 2001–2002  | 100 Centre Street                 | Jeremiah «J.J.» Jellinek         |
| 2002       | Law & Order: Special Victims Unit | Kyle Novacek                     |
| 2002       | Ally McBeal                       | Wilson Jade                      |
| 2002, 2007 | Law & Order                       | Randy Porter / J.P. Lange        |
| 2003       | Kingpin                           | Chato Cadena                     |
| 2003       | Law & Order: Criminal Intent      | Julian Bello                     |
| 2003       | Oz                                | Alonzo Torquemada                |
| 2004       | Six Feet Under                    | Javier                           |
| 2004–2006  | Will & Grace                      | Vince D'Angelo                   |
| 2005       | N.Y.-70                           | Niko Corso                       |
| 2005       | The Exonerated                    | Jesse                            |
| 2005       | Recipe for a Perfect Christmas    | Alex Stermadapolous              |
| 2006       | Untitled Paul Reiser Project      | Danny                            |
| 2007       | The Knights of Prosperity         | Enrico Cortez                    |
| 2007       | M.O.N.Y.                          | Joe Capanelli                    |
| 2008–2009  | Cold Case                         | Eddie Saccardo                   |
| 2008       | Lipstick Jungle                   | Chris «Parks» Parker             |
| 2009       | Cupid                             | Trevor Pierce                    |
| 2010       | American Dad!                     | Detective Chaz Miglachio (voz)   |
| 2010       | Louie                             | Chris                            |
| 2010       | Marry Me                          | Adam                             |
| 2010–2011  | Blue Bloods                       | Charles Rosselini                |
| 2012       | Modern Family                     | Lewis                            |
| 2012       | Boardwalk Empire                  | Giuseppe Colombano «Gyp» Rosetti |
| 2012–2013  | Nurse Jackie                      | Dr. Mike Cruz                    |
| 2014       | Robot Chicken                     | Bone Age Warrior (voz)           |
| 2016       | Vinyl                             | Richie Finestra                  |
| 2017       | Mr. Robot                         | Irving                           |
| 2017       | Master of None                    | Chef Jeff                        |
| 2018       | Homecoming                        | Colin Belfast                    |
| 2020       | Bob Esponja                       | Tony                             |
| 2021       | Nine Perfect Strangers            | Tony                             |
| 2022       | The Watcher                       | Dean Brannock                    |

### Podcast
| Año  | Show                        | Papel        |
| ---- | --------------------------- | ------------ |
| 2018 | The Horror of Dolores Roach | Luis Batista |